# Југославија на Зимским олимпијским играма 1952.
Југославија (Федеративна Народна Република Југославија) је четврти пут учествовала на Зимским олимпијским играма одржаним 1952. године у Ослу, Норвешка.
Југославија је на ове игре послала укупно шест такмичара који су се такмичили у нордијском дисциплинама и алпском скијању. Као и на четири претходне олимпијаде, југословенски спортисти нису освојили ни једну медаљу. Најбољи пласман остварио је Јанко Штефе заузевши 13. место у спусту. Ова олимпијада је била прва на коју је Југославија послала и женске такмичарке, две, обе представнице су се такмичиле у дисциплини крос кантри.

## Алпско скијање
Мушки
| Спортиста   | Дисциплина     | Поз.    | Резултат                       |
| ----------- | -------------- | ------- | ------------------------------ |
| Тине Мулеј  | велеслалом (m) | 27.     | 2.41,3 (+16,3)                 |
| Тине Мулеј  | слалом (m)     | р1: 36. | 2. није завршио трку 1.07,5+нз |
| Јанко Штефе | спуст (m)      | 13.     | 2.40,6 (+9,8)                  |
| Јанко Штефе | велеслалом (m) | 33.     | 2.47,5 (+22,5)                 |
| Јанко Штефе | слалом (m)     | дк      | дисквалификован 1.03,7+дк      |

## Скијашко трчање
Жене
| Спортиста     | Дисциплина | Поз. | Резултат       |
| ------------- | ---------- | ---- | -------------- |
| Нада Бирко    | 10 km (ж)  | 14.  | 50.44 (+9.04)  |
| Ангела Кордеж | 10 km (ж)  | 16.  | 52.33 (+10.53) |

## Скијашки скокови
Мушки
| Спортиста      | Дисциплина | Позиција | Резултат                  |
| -------------- | ---------- | -------- | ------------------------- |
| Јанез Полда    | 120m       | 16.      | 200,5 поена (62,5+62,0 m) |
| Карел Кланчник | 120m       | 29.      | 188,5 поена (60,0+56,5 m) |